# Реле

Принцип действия реле

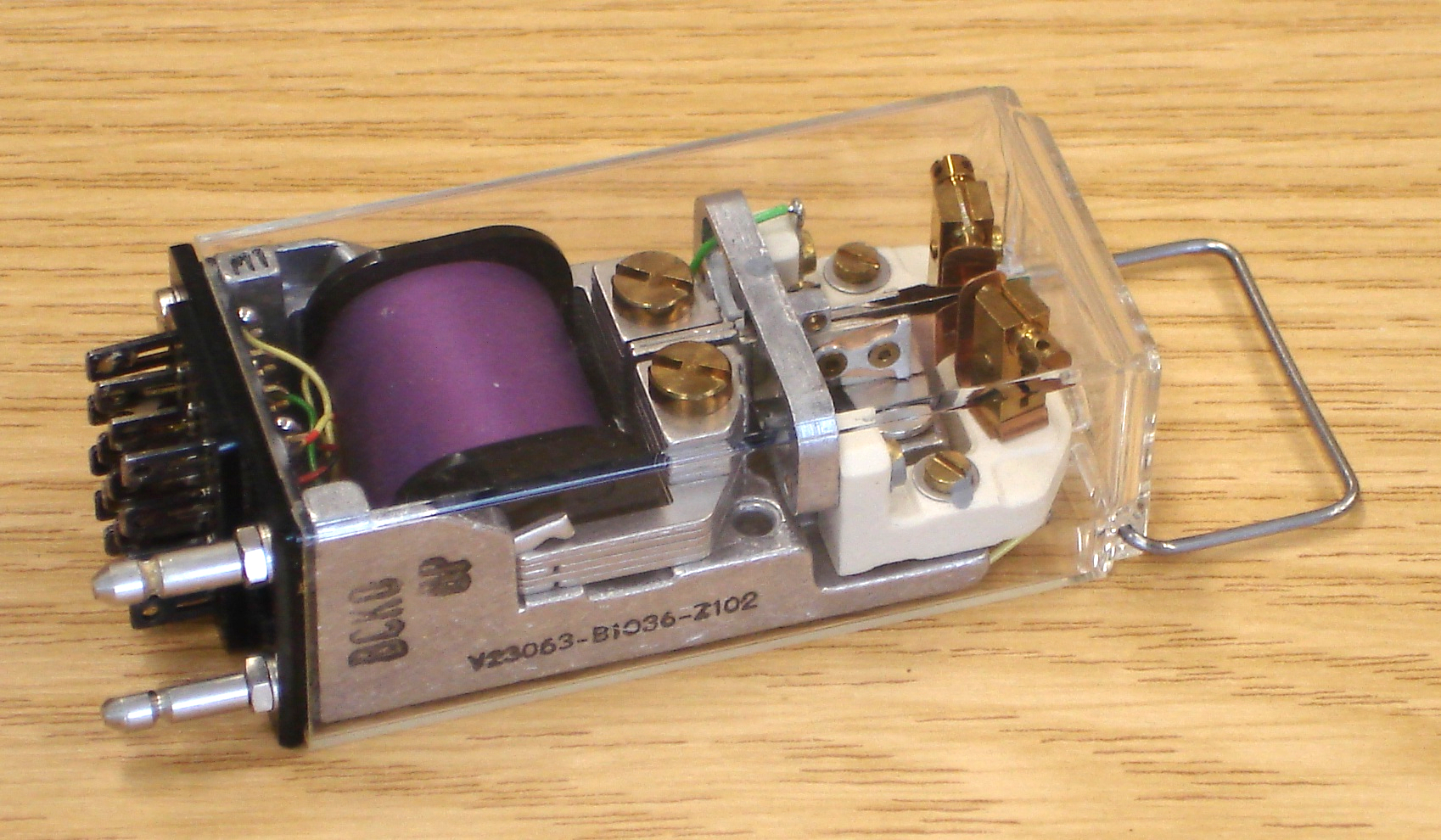
Электромагнитное реле

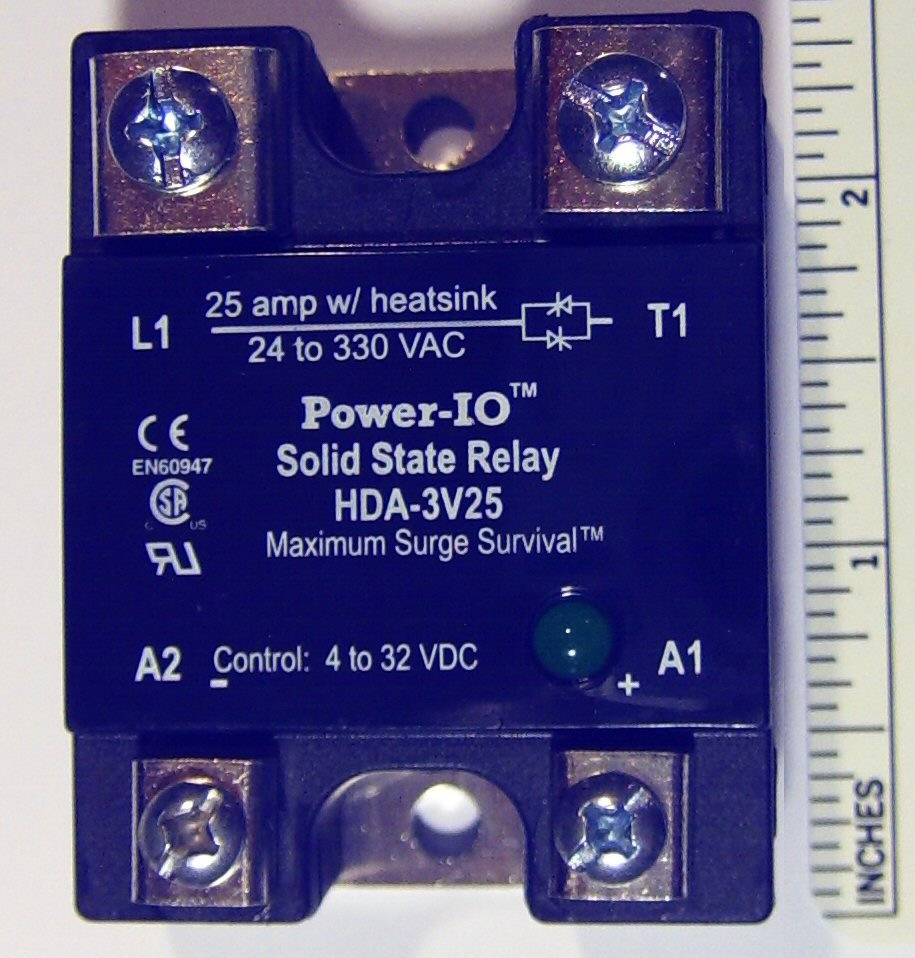
Твердотельное реле

Реле́ (релейный элемент) (фр. relais) — коммутационный аппарат, электромагнитный, слаботочный или иной элемент автоматических устройств, который при воздействии на него внешних физических явлений скачкообразно принимает конечное число значений выходной величины. Реле входит в более широкий класс переключающих устройств релейного действия, к которым также относятся, например, триггеры, мультивибраторы и т. д. Реле отличается от релейного устройства, которое может быть автономным — без воспринимающих устройств, за исключением пусковых ключей (например: генераторы последовательностей сигналов, таймеры). Релейные устройства могут состоять из реле и других элементов, не имеющих релейных характеристик (диоды, транзисторы, конденсаторы), но поставленных в релейный режим работы. Релейным элементом является минимальная совокупность деталей и связей между ними, имеющая релейную характеристику. При поступлении фиксированного воздействия на входе скачкообразно изменяется воздействие на выходе, переходя от одного фиксированного воздействия к другому. У релейных многопозиционных элементов воспринимающие или исполнительные органы могут находиться более чем в двух состояниях. Примером такого устройства может служить шаговый искатель.
С точки зрения общих функций выделяют группы реле: защитные, управляющие и контрольные.
По виду физических величин, на которые реагируют реле, они делятся на: электрические, механические, тепловые, оптические, магнитные, акустические. Часто реле, которые должны реагировать на неэлектрические величины, выполняют с помощью датчиков, соединённых с электрическими релейными элементами.

## История
Некоторые историки науки утверждают, что реле впервые было разработано и построено русским учёным П. Л. Шиллингом в 1830—1832 гг. Это реле составляло основную часть вызывного устройства в разработанном им телеграфе.
Другие историки отдают первенство известному американскому физику Джозефу Генри (его именем названа единица индуктивности — генри), который сконструировал контактное реле в 1835 году при попытках усовершенствовать изобретённый им в 1831 году телеграфный аппарат (в 1837 году устройство получило применение в телеграфии).  Первое реле Дж. Генри было не коммутационным. Необходимость в изобретении реле была обусловлена задачей усиления слабых электрических сигналов, передаваемых по проводам в приемный электромагнит телеграфного аппарата. Реле Генри представляло собой электромагнитный контактный коммутатор электрической цепи, осуществляющий усиление (ретрансляцию, подпитку) импульсов тока, приходящих на силовой электромагнит телеграфа, который с приходом ослабленного импульса тока замыкал электрический контакт цепи, соединяющий местную батарею питания силового электромагнита с его обмоткой.
Слово «реле» возникло от французского relay — процедура смены уставших почтовых лошадей на станциях или передача эстафеты в спортивных эстафетных состязаниях. Это было как раз связано с принципом действия реле, применявшихся на линиях телеграфа.
Как самостоятельное устройство реле впервые упомянуто в патенте на телеграф Самюэля Морзе.
Затем появление телефона потребовало применения электромагнитных коммутаторов электрических цепей, названных телефонными реле. Позже успешное применение электромагнитных реле в технике телеграфии и телефонии способствовало применению подобных реле в устройствах железнодорожной автоматики, измерительной техники, энергетики, электротехники, а также в радиоэлектронной аппаратуре.
Первые попытки создания научной методики для построения структуры релейных устройств относятся к 1925—1930 годам (работы учёных СССР А. Кутти, М. Цимбалистый, а также работы иностранных авторов). Однако началом развития теории релейных устройств является 1936—1938 года, когда В.Шестаков, К.Шеннон и А. Накасима применили для решения задач релейными устройствами аппарат математической логики; указание на возможность применения этого аппарата было сделано ещё в 1910 году ученым П.Эренфестом.
Пока программируемые контроллеры ещё не изобрели, все системы управления были основаны на реле и представляли собой шкафы с проводами и релейными модулями. Для их описания был создан язык релейной (лестничной) логики (Ladder diagram).
Существенную роль в развитии релейных устройств сыграли международные симпозиумы по теории релейных устройств и конечных автоматов. Первый из них (1957 г.) имел место в США, а второй (1962 г.) — в СССР.

## Конструкция
Релейные элементы характеризуются параметрами, относящимися к входным и выходным воздействиям:

Петля гистерезиса

срабатывание — минимальное значение воздействия (электрического сигнала) на входе, при таком его возрастании, что релейный элемент изменяет свое состояние и одновременно воздействует на выходе в соответствии с релейной характеристикой;
отпускание — минимальное значение воздействия (электрического сигнала) на входе, при таком его уменьшении, что релейный элемент возвращается в свое первоначальное состояние.
В связи с неидеальностью релейной характеристики эти величины обычно не совпадают друг с другом (гистерезис). В ряде случаев релейный элемент может обладать свойствами фиксации, то есть оставаться в занятом им состоянии и после снятия воздействия на входе. В этом случае релейный элемент возвращается в первоначальное состояние обычно после подачи воздействия на другой его вход (или воздействие противоположного знака воздействия на тот же вход). Максимальное значение такого воздействия при его возрастании, вызывающее возвращение релейного элемента в первоначальное состояние, называется параметром возврата. Отношение параметра отпускания к параметру срабатывания называется коэффициентом отпускания. Характеристикой релейного элемента служит так же его быстродействие, определяемое временем срабатывания и временем отпускания или возврата. В ряде случаев важными характеристиками релейного элемента являются: потребление энергии, вес, занимаемый объём и т. п.
По виду физических явлений, используемых для действия релейных элементов, они делятся на механические и электрические. Которые в свою очередь могут быть контактные и бесконтактные.
Независимо от типа реле свойственно два положения: при отсутствии напряжения на катушке — невозбуждённое состояние, а при подаче напряжения — возбуждённое состояние. При переходе из состояния в состояние происходит явление переброса, то есть изменения положения контактных групп.

#### Электрический
Чаще всего под термином «реле» подразумевается электрический релейный элемент — релейный элемент, действие которого основано на явлениях, вызванных протеканием электрического тока, изменением электрического поля или явлениями, связанными с электрической проводимостью. В рамках системы стандартизации термин «электрическое реле» используется исключительно для реле, выполняющего только одну операцию преобразования между его входными и выходными цепями.

## Классификация

###### По виду физических явлений, используемых для действия[5]
- электромагнитные
  - нейтральные;
  - поляризованные;
- магнитоэлектрические;
- ферродинамические;
- индукционные реле;
  - с вращающимся полем;
  - с бегущим полем;
- ферромагнитные;
- магнитострикционные;
- электростатические;
- электронные;
- ионные;
- полупроводниковые (твердотельные);
- сегнетоэлектрические;
- пьезоэлектрические;
- МЭМС-реле[25];
- фотоэлектрические
  - эмиссионные;
  - резистивные;
- резонансные;
- тепловые:
  - биметаллические;
  - плавкие.

###### По виду физических величин, на которые реагируют[5]
- электрические
  - ток;
  - напряжение;
  - мощность
    - активная;
    - реактивная;
    - активно-реактивная;

  - частота;
  - сопротивление
    - активное;
    - реактивное;
    - активно-реактивное;
    - направленное;

  - фаза
    - сдвиг фаз;
    - последовательность фаз.
- Механические
  - Давления
  - Вакуума
  - Перемещения
    - Линейного
    - Углового
    - Направления
    - Уровня

  - Скорости
    - Поступательной
    - Вращательной

  - Течения
    - Скорости
    - Расхода

  - Ускорения
    - Линейного
    - Углового

  - Усилия
  - Частоты колебаний
  - Амплитуды колебаний
- Тепловые
  - Температуры
    - Абсолютной величины
    - Скорости изменения

  - Мощности теплового потока
- Оптические
  - Освещенности
  - Спектрального состава
- Акустические
  - Звукового давления
  - Частоты звуковых колебаний
- Магнитные
  - Напряженности магнитного поля
  - Магнитной индукции
  - Магнитного потока

###### По назначению делятся на[23]
- аварийные
  - аварийного отключения;
  - повторного включения;
  - включения резерва;
- контроля и управления
  - воспринимающие;
  - исполнительные;
  - промежуточные.

#### Обозначение на схемах
На принципиальных электрических схемах реле обозначается следующим образом:
|  | 1 — обмотка реле (A1, A2 — управляющая цепь), 2 — контакт замыкающий, 3 — контакт размыкающий, 4 — контакт замыкающий с замедлителем при срабатывании, 5 — контакт замыкающий с замедлителем при возврате, 6 — контакт импульсный замыкающий, 7 — контакт замыкающий без самовозврата, 8 — контакт размыкающий без самовозврата, 9 — контакт размыкающий с замедлителем при срабатывании, 10 — контакт размыкающий с замедлителем при возврате. |
|  | 11 — общий контакт, 11-12 — нормально замкнутые контакты, 11-14 — нормально разомкнутые контакты. |

На некоторых схемах ещё можно встретить обозначения по ГОСТ 7624-55.